# Zanthoxylum pteracanthum
Zanthoxylum pteracanthum är en vinruteväxtart som beskrevs av Rehder & E.H. Wilson. Zanthoxylum pteracanthum ingår i släktet Zanthoxylum och familjen vinruteväxter. Inga underarter finns listade i Catalogue of Life.